# 梅迪納峰
85°36′S 155°54′W / 85.600°S 155.900°W
梅迪納峰（英語：Medina Peaks）是南極洲的山峰，位於阿蒙森海岸，處於羅斯冰架邊緣，長28公里，由美國探險隊發現，該山峰現時由南極條約體系管理。